# Majomut, Chenalhó
Majomut är en ort i Mexiko.   Den ligger i kommunen Chenalhó och delstaten Chiapas, i den sydöstra delen av landet, 800 km öster om huvudstaden Mexico City. Majomut ligger 1 426 meter över havet och antalet invånare är 310.
Terrängen runt Majomut är kuperad åt sydväst, men åt nordost är den bergig. Terrängen runt Majomut sluttar norrut. Runt Majomut är det ganska tätbefolkat, med 111 invånare per kvadratkilometer. Närmaste större samhälle är Pantelhó, 6,9 km nordost om Majomut. I omgivningarna runt Majomut växer i huvudsak städsegrön lövskog.